# Dolný Badín
Dolný Badín (in ungherese Alsóbágyon e in passato Alsóbadin) è un comune della Slovacchia facente parte del distretto di Krupina, nella regione di Banská Bystrica.